# John FitzRobert

Wappen von John FitzRobert of Warkworth

John FitzRobert (* um 1190; † 1240) war ein englischer Adliger. Er gehörte der Adelsopposition an, die König Johann Ohneland zur Anerkennung der Magna Carta zwang.

## Herkunft
John FitzRobert entstammte einer anglonormannischen Familie, die schon lange den angevinischen Königen gedient hatte. Er war ein Sohn von Robert FitzRoger und dessen Frau Margaret de Chesney. Nach dem Tod seines Vaters 1212 erbte John dessen Ländereien, darunter Warkworth Castle in Northumberland sowie Clavering Castle in Essex und weitere Güter in East Anglia.

## Leben
1213 und 1215 diente John als Sheriff von Norfolk und Suffolk. Durch seine Besitzungen hatte er sowohl Kontakte zu den nordenglischen Baronen um Eustace de Vesci und William de Mowbray wie auch zu den ostenglischen Baronen, die sich nach 1212 zur Adelsopposition gegen König Johann Ohneland zusammenschlossen. Angesichts der langjährigen Verbundenheit seiner Familie mit den angevinischen Königen schloss sich FitzRobert jedoch erst spät dieser Adelsopposition an. Wegen seiner umfangreichen Ländereien und seiner Stellung wurde er nach der Anerkennung der Magna Carta durch den König im Juni 1215 zu einem der 25 Barone gewählt, die die Einhaltung der Bestimmungen der Magna Carta durch den König überwachen sollten. Als der König seine Anerkennung widerrief, kam es ab September 1215 zum offenen Krieg der Barone gegen den König. FitzRobert stand zunächst weiter auf der Seite der Rebellen, bis er sich nach der verlorenen Schlacht von Lincoln im Mai 1217 als einer der ersten Barone dem Regentschaftsrat unterwarf, der für den minderjährigen König Heinrich III. die Regierung übernommen hatte. Später diente er von 1224 bis 1227 als Sheriff von Northumberland.

## Ehen und Nachkommen
John war zweimal verheiratet. In erster Ehe heiratete er um 1218 Ada de Balliol, wodurch er Barnard Castle im County Durham erwarb. Mit ihr hatte er mehrere Kinder, darunter:
- Roger FitzJohn († 1249)
- Stephen de Baliol
- Hugh de Eure[1]

In zweiter Ehe heiratete er Cecily de Fontaines. Sein Erbe wurde sein ältester Sohn Roger FitzJohn.